# Synagoge Sulzburg

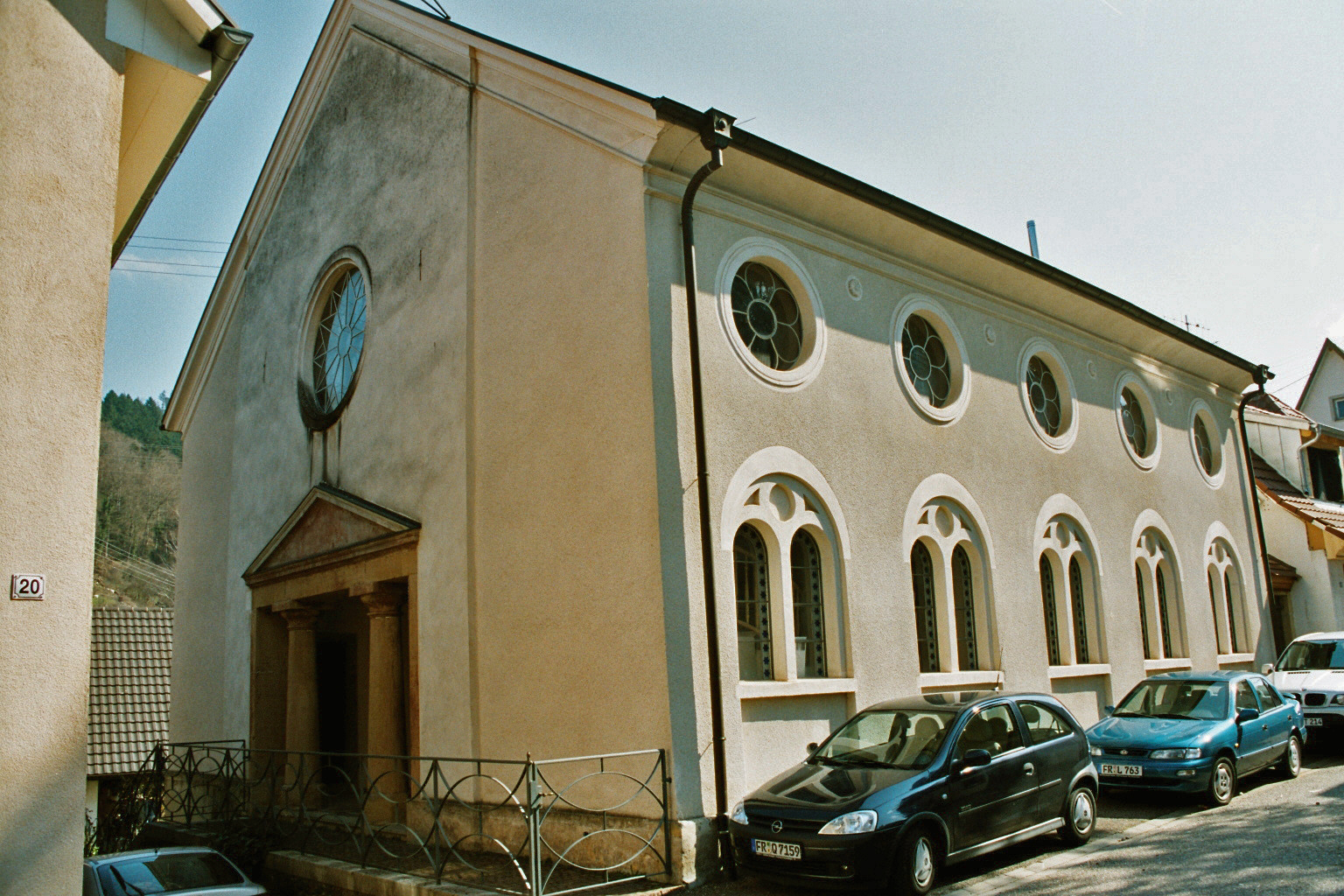
Die ehemalige Synagoge in Sulzburg

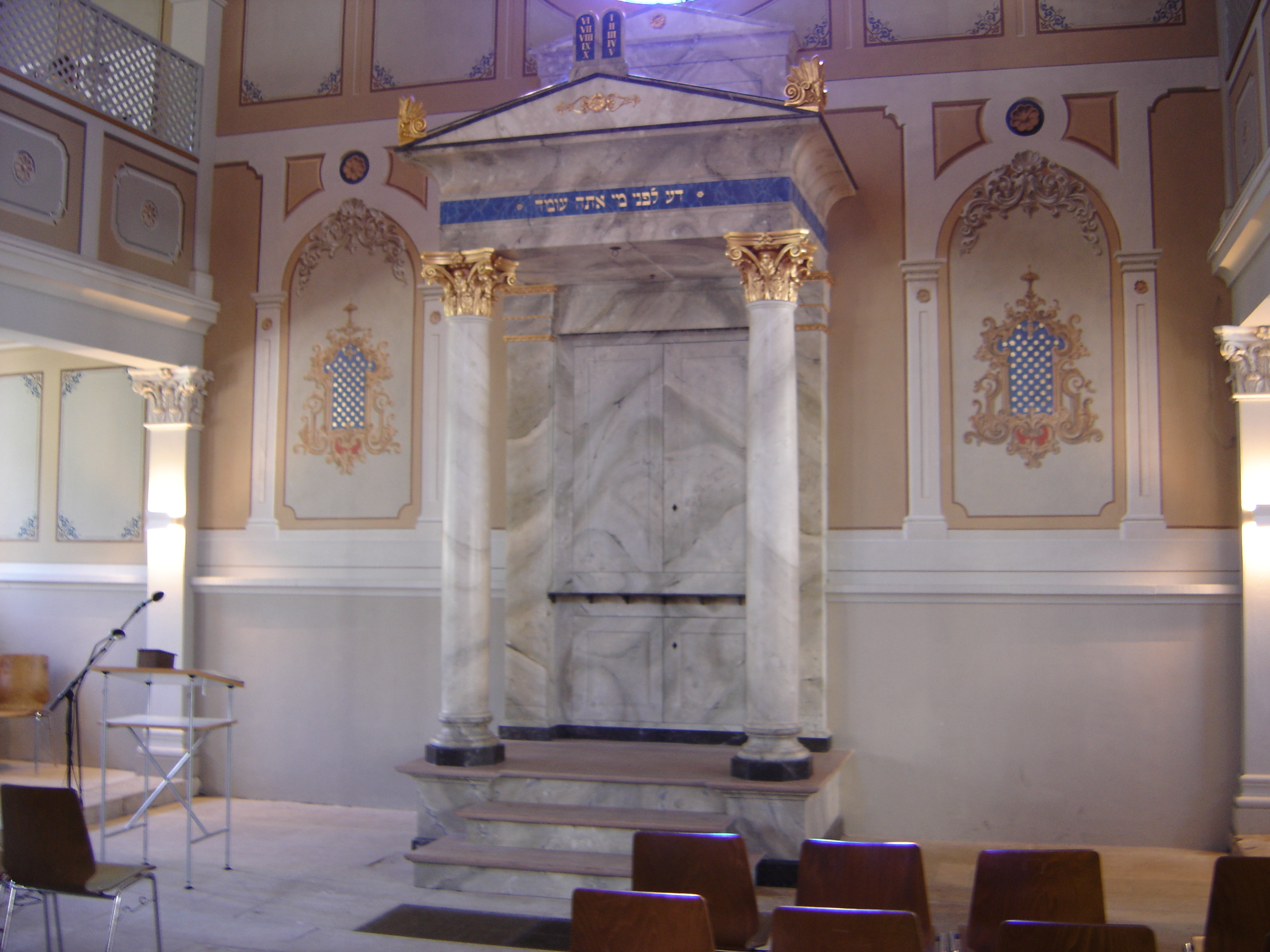
Innenansicht mit Blick zum Toraschrein

Die Synagoge in Sulzburg, einer Kleinstadt im Landkreis Breisgau-Hochschwarzwald im Südwesten von Baden-Württemberg, wurde 1821/22 errichtet und während der Novemberpogrome 1938 verwüstet. Die profanierte Synagoge befindet sich in der heutigen Gustav-Weil-Straße (früher Mühlbachstraße), die nach dem in Sulzburg geborenen Orientalisten Gustav Weil benannt wurde.

## Geschichte
Die Entstehung der jüdischen Gemeinde Sulzburg geht in die Zeit des 16. Jahrhunderts zurück. Das heute noch bestehende Synagogengebäude wurden nach den Plänen des Architekten Johann Ludwig Weinbrenner, einem Neffen des bekannten badischen Architekten Friedrich Weinbrenner, errichtet. Sie wurde in einem spätbarock-klassizistischen Mischstil erbaut. In den Jahren 1876/77 wurde die Synagoge renoviert und im Untergeschoss ein rituelles Bad (Mikwe) eingebaut.
Die Synagoge in Sulzburg war nach den Synagogen in Karlsruhe und Randegg der dritte Synagogenbau im damaligen Großherzogtum Baden und ist heute die einzige nicht zerstörte Synagoge aus der Architekturschule Friedrich Weinbrenners.

## Architektur
Der rechteckige Synagogenbau besitzt einen giebelbekrönten dorischen Portikus über dem Eingang und an der Ostwand eine eingelassene Nische für den Toraschrein. An den Längsseiten sind unten je fünf von einem Rundbogen überhöhte Zwillingsfenster und darüber fünf Rundfenster auf der Höhe der Empore vorhanden. Die dreiseitige Frauenempore ist durch zwei hölzerne Wendeltreppen im Innern des Gebäudes zu erreichen. Über dem Giebel sind zwei aus Sandstein gefertigte Gebotstafeln angebracht.

## Pogromnacht 1938 und Folgen
„Beim Novemberpogrom 1938 wurde die Synagoge schwer demoliert. Über die Vorgänge an diesem Tag in Sulzburg liegen nähere Informationen aus den Prozessakten der II. Strafkammer des Landgerichts Freiburg vor. Bei diesem Prozess am 15. Dezember 1947 wurde der frühere Müllheimer Kreisleiter Hugo Grüner als Drahtzieher der Aktionen in Abwesenheit verurteilt. Schon am Nachmittag des 9. November 1938 hatte die Gendarmeriestation Heitersheim, zu deren Postenbereich Sulzburg gehörte, vom Gendarmeriekreis Müllheim den Auftrag erhalten, sämtliche Beamte am kommenden Morgen um 8 Uhr zum Rathaus in Sulzburg zu beordern. Noch vor 6 Uhr fuhren am Morgen des 10. November etliche Beteiligte des Pogroms, darunter zwei Gestapobeamte aus Müllheim, in Sulzburg ein. Auch Kreisleiter Grüner erschien zusammen mit einigen ‚politischen Leitern‘ und gab bekannt, dass etwas gegen die Juden geschehen müsse. Zwischen 7.00 und 7.30 Uhr kamen mehrere Omnibusse von Westwallarbeitern zur Durchführung der ‚Judenrazzia‘ nach Sulzburg. Nachdem die jüdischen Männer inzwischen verhaftet und auf das Rathaus gebracht worden waren, drangen die Westwallarbeiter in die jüdischen Häuser ein und begannen ihr Zerstörungs- und Plünderungswerk. Sämtliche jüdischen Häuser sowie die Synagoge und die jüdische Schule wurden schwer beschädigt und geplündert. Glücklicherweise konnte die Synagoge nicht angezündet werden, da die Nachbarhäuser zu eng daneben standen. 1939 erwarb die politische Gemeinde das Synagogengebäude. Eine Turnhalle sollte in ihr eingerichtet werden. Zeitweise wurde das Gebäude jedoch als Depot der Universitätsbibliothek Freiburg genutzt. Nach dem Krieg wurde das Gebäude beschlagnahmt und kam über die jüdische Vermögensverwaltung JRSO zunächst an die jüdische Kultusgemeinde Südbaden zurück. 1954 wurde sie an einen Privatmann für gewerbliche Zwecke verkauft. Danach diente das einstige Gotteshaus als Lagerraum und Fabrikhalle.“

## Heutige Nutzung
Nach Abschluss der umfangreichen Restaurierungsarbeiten wurde die ehemalige Synagoge im Jahr 1984 als Haus der Begegnung eröffnet. Es finden kulturelle Veranstaltungen und Ausstellungen im Gebäude statt.
Die Synagoge ist am ersten und letzten Sonntag im Monat von 16 bis 18 Uhr geöffnet, bei Ausstellungen täglich.